# 棚倉断層
棚倉断層（たなぐらだんそう、英語: Tanagura Fault）は、茨城県常陸太田市と福島県棚倉町の間を北北西から南南東方向へ通る約60キロメートルの横ずれ断層を指す。阿武隈山地（阿武隈帯）南部の西縁にあたり、その北東のいわき市南部を通る井戸沢断層と並走している。地質的に阿武隈山地のさらに南側にある八溝山地（八溝帯）と性質を明瞭に分ける境界に位置している。

## 概要
2000万年前から1500万年前ころに、日本海の拡大と関連して形成された断層であり、日本列島の形成過程に大きく関連している。
また、茨城県北ジオパーク構想でのジオサイトの1つ（棚倉断層ジオサイト）である。

## 棚倉構造線
棚倉断層は棚倉西縁断層と棚倉東縁断層から構成されており、その中間に破砕帯があり、幅は約3キロメートルである。これらを含めたときに棚倉構造線（たなぐらこうぞうせん、Tanagura Tectonic Line）、棚倉破砕帯（たなぐらはさいたい、Tanagura Shear Zone）とも言われる。棚倉構造線は日本の地質において重要な構造線の1つであり、大森ほか (1953)によって定義された。この破砕帯に沿って国道349号線やJR東日本の水郡線が通っている。
棚倉構造線は東北日本と西南日本の境界線と考えられてきた。しかし、高橋 (2006)のように、東北日本と西南日本の境界線は利根川構造線であるという見解もある。